# Nasos Galakteros
Athanasios Galakteros, detto Nasos (in greco Αθανάσιος "Νάσος" Γαλακτερός?; Atene, 10 marzo 1969), è un ex cestista greco.

## Carriera
Con la Grecia ha disputato due edizioni dei Campionati mondiali (1990, 1994) e i Campionati europei del 1993.

## Palmarès
- Campionato greco: 2

Olympiakos: 1995-96, 1996-97
- Coppa di Grecia: 3

PAOK Salonicco: 1994-95
Olympiakos: 1996-97
Aris Salonicco: 1997-98
- Coppa Korać: 1

PAOK Salonicco: 1993-94
- Coppa dei Campioni: 1

Olympiakos: 1996-97